# Маркус, Валерий Сергеевич
Валерий Сергеевич Маркус (укр. Валерій Сергійович Маркус; род. 14 июля 1993, Первомайск) — украинский военный, ветеран войны на востоке Украины, писатель, блоггер и путешественник. Служил в ВСУ пять лет, из них два года — в зоне военных действий между Украиной и Россией. Служил в 25-й десантной бригаде. С 2022 года - мастер-сержант 47 отдельной механизированной бригады «Маґура».
Известен своими публикациями в Facebook и видеороликами в Youtube, в том числе про войну на востоке Украины и пешее паломничество по Пути Святого Иакова длиной в 1800 километров. 13 августа 2018 вышла его первая художественная книга «Следы на дороге», часть событий которого происходит на Донбассе.

## Биография
14 июля 2011 Валерий Ананьев достиг своего совершеннолетия и на следующий день пошёл в военкомат и написал рапорт, что желает служить в ВДВ (Высокомобильные десантные войска). Через два месяца он стал военнослужащим в 25 оВДБр.

### Война на востоке Украины

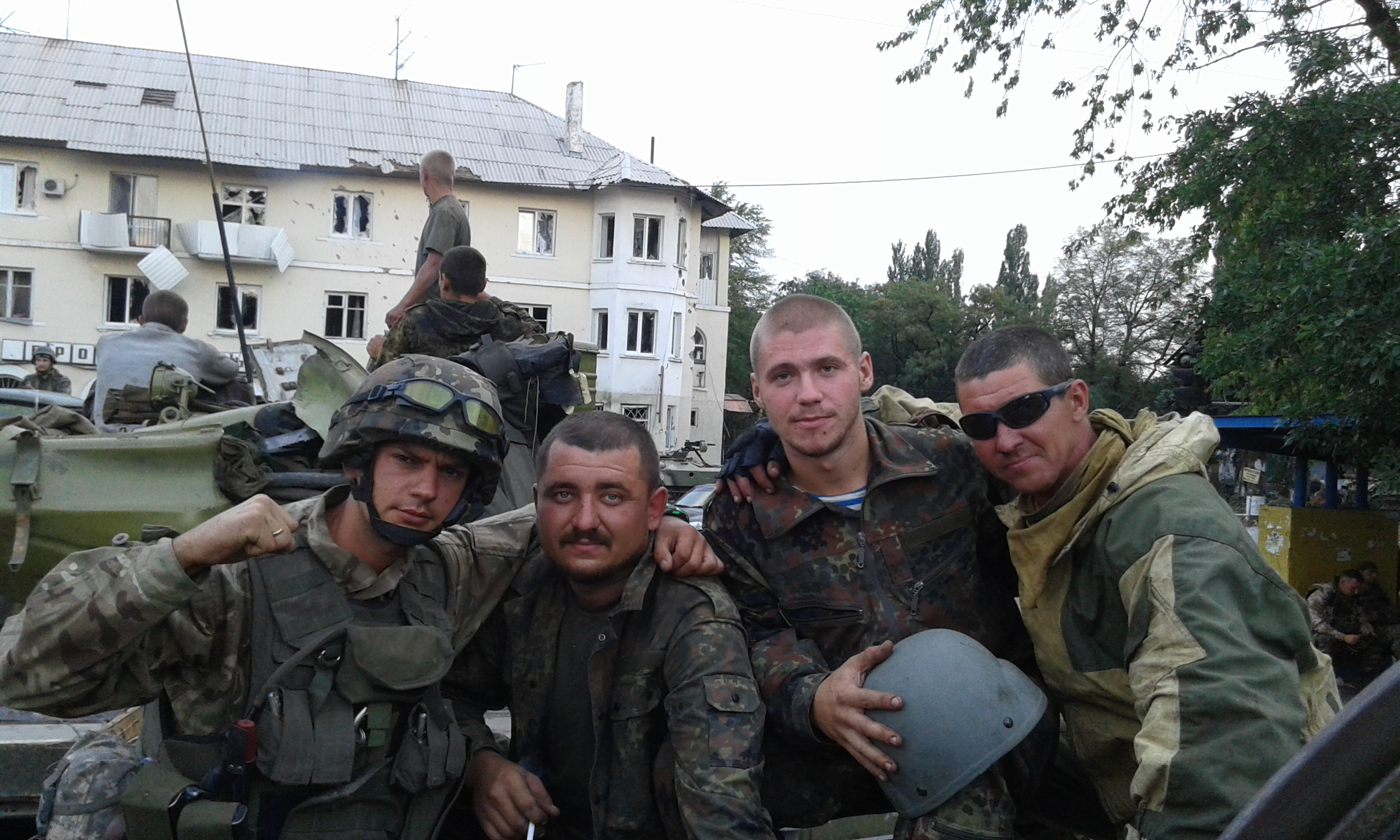
Валерий с собратьями, 12 августа 2014, АТО

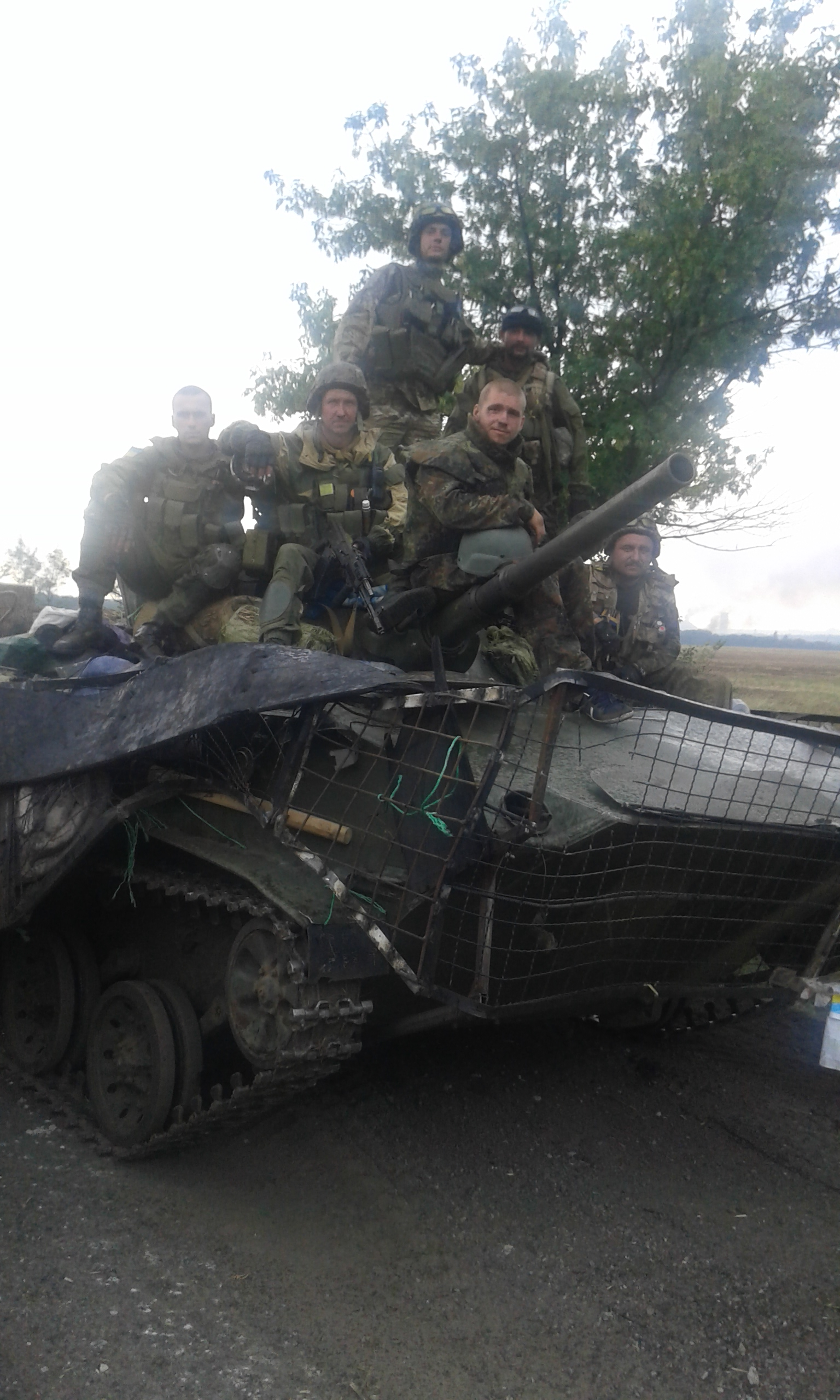

8 марта 2014, когда до конца контракта оставалось полгода, Валерий получил первый боевой приказ. Как солдат 25-й десантной бригады, он попал под Славянск. Летом 2014 у Валерия появился псевдоним «Ананьев». На вопрос журналистов об этом событии Валерий отвечал: «Чтобы через меня не смогли найти моих близких и нанести им вред». После окончания контракта, он остался в армии ещё на два года, без подписания нового. В интервью Общественное ТВ, Валерий сказал, что: «Остался потому, что чувствовал ответственность и вину за то, что происходит».
Во время службы в АТО Валерий вёл видеоблог, пытаясь показать армию такой как она есть: не преувеличивая ужасы войны и не умаляя ошибок командования. Публиковал видео: про взятие Славянска, результаты боев, обстрелы, армейскую жизнь.
В 2016 году был госпитализирован. Проходил лечение сначала в Днепре, затем в Староконстантинове Хмельницкой области, далее в Одессе, где получил выписку о непригодности к службе по состоянию здоровья и был уволен из рядов ВСУ. Переехал в Киев и начал работать в ИТ компании. Проработав там полгода, занялся различными подработками, как, например, ведущим спортивных мероприятий. После увольнения из армии был вынужден продолжить лечение, так как имел физические и психологические проблемы, но к врачам больше не обращался. Так как по его словам: «Единственный врач, который способен мне помочь — это я сам».

### Паломничество

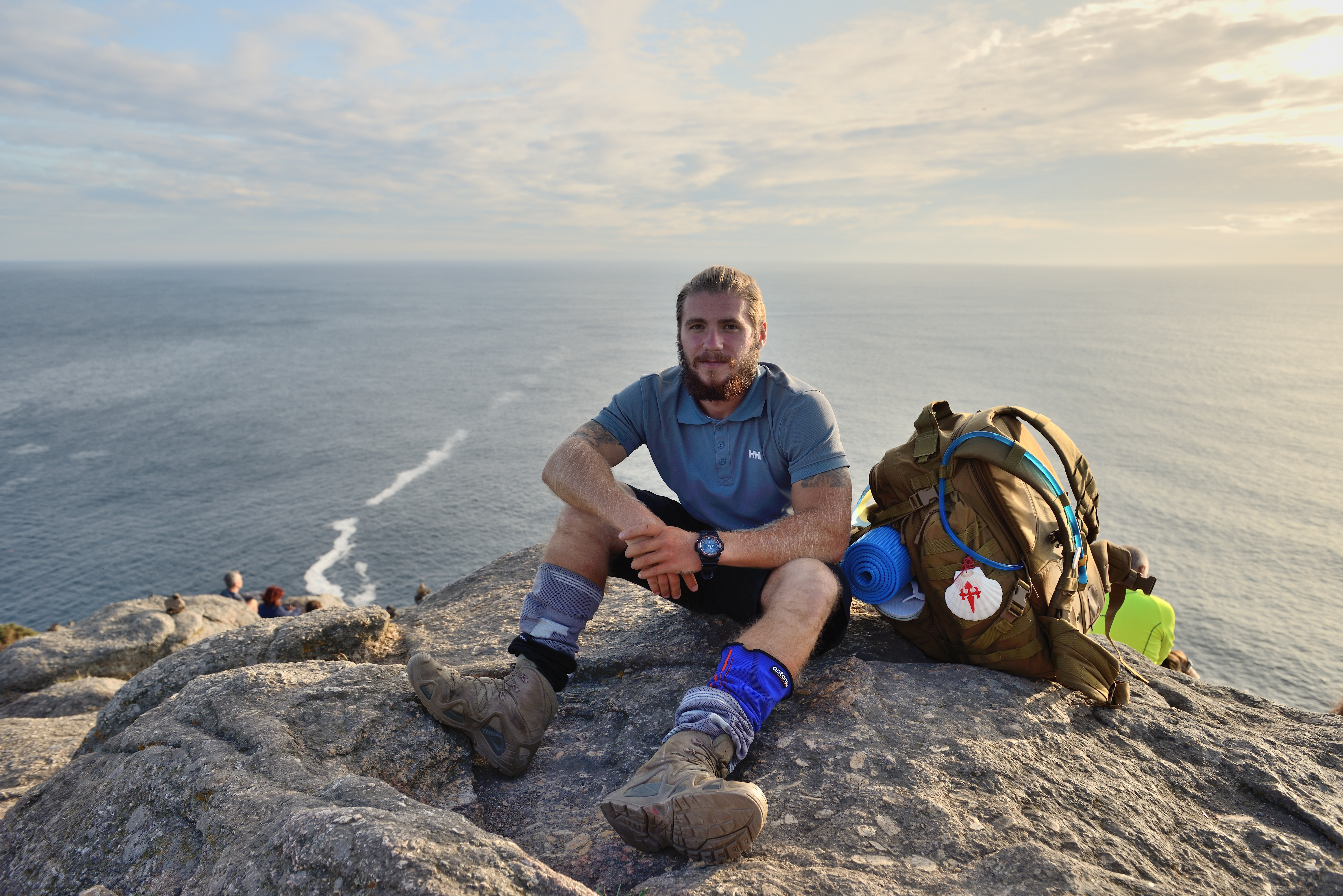
2017, на Пути Святого Иакова

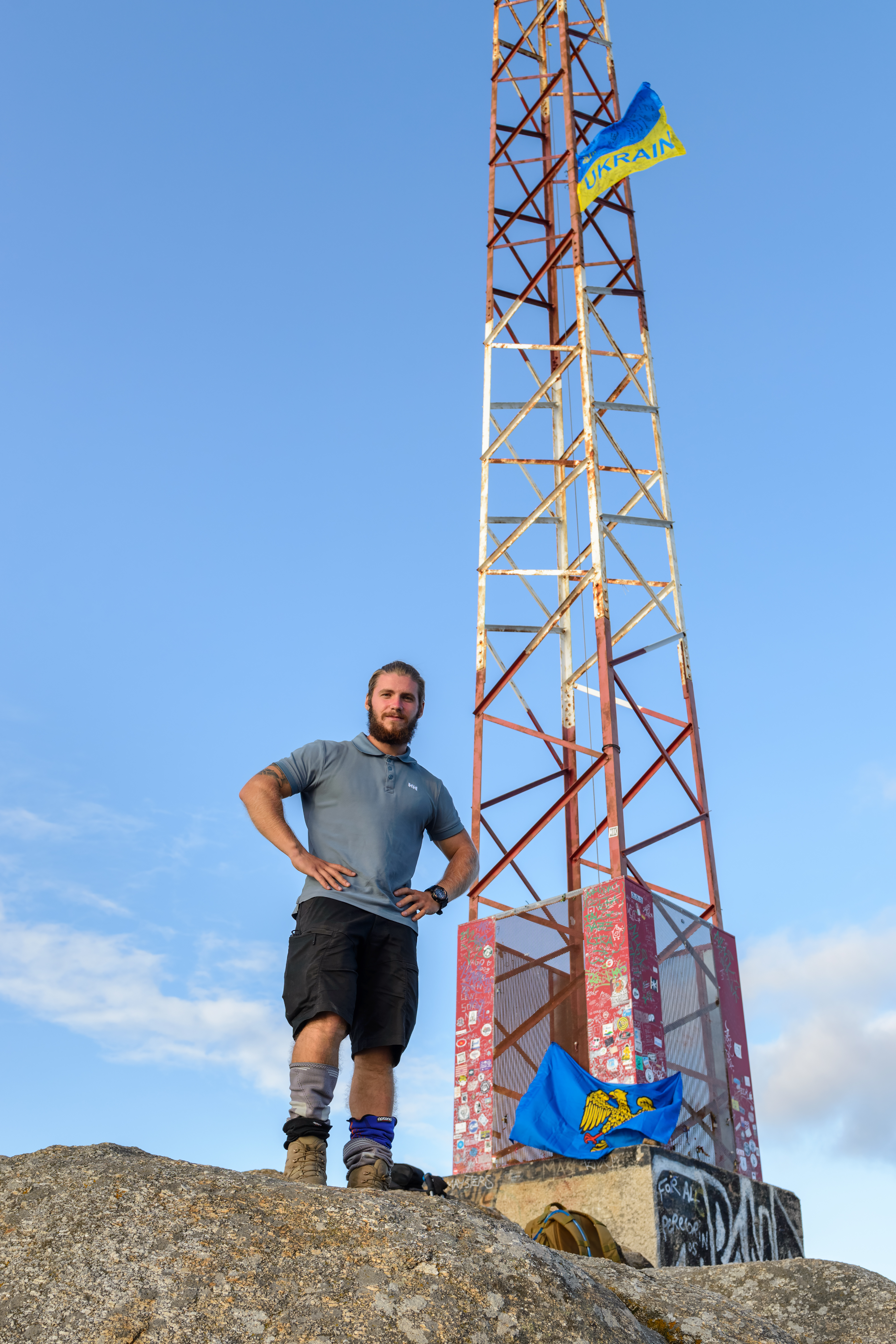

В 2017 году после лечения Валерий Маркус начал своё пешее путешествие из Парижа к мысу Финистерре, через Францию и Испанию древним паломническим Путем Святого Иакова — Эль Камино де Сантьяго. С военным рюкзаком за спиной, без знания языка и минимально необходимым количеством денег Валерий вышел из Парижа и пошел на юг. Дойдя до города Санте, направился на запад, к Атлантического океана и пошел вдоль побережья океана через заповедник Ланд де Гасконь, перешел границу Испании и продолжил путь вдоль океана по Кантабрийское позвоночнику, на запад. Перейдя горы, снова направился на юг, посетив город Сантьяго-де-Компостела, откуда пошел дальше на запад к Мыса Финистерре . В общем Валерий преодолел 1811 километров исключительно пешком. Всю свое путешествие он снимал и описывал в публикациях на Facebook. Его путешествие в формате 14-ти серийного фильма опубликовано на его канале в Youtube. Пройдя через Францию и Испанию к мысу Финистер установил на этом «краю света» украинский флаг, который подписан украинцами на Майдане Независимости в Киеве.

### Выход книги

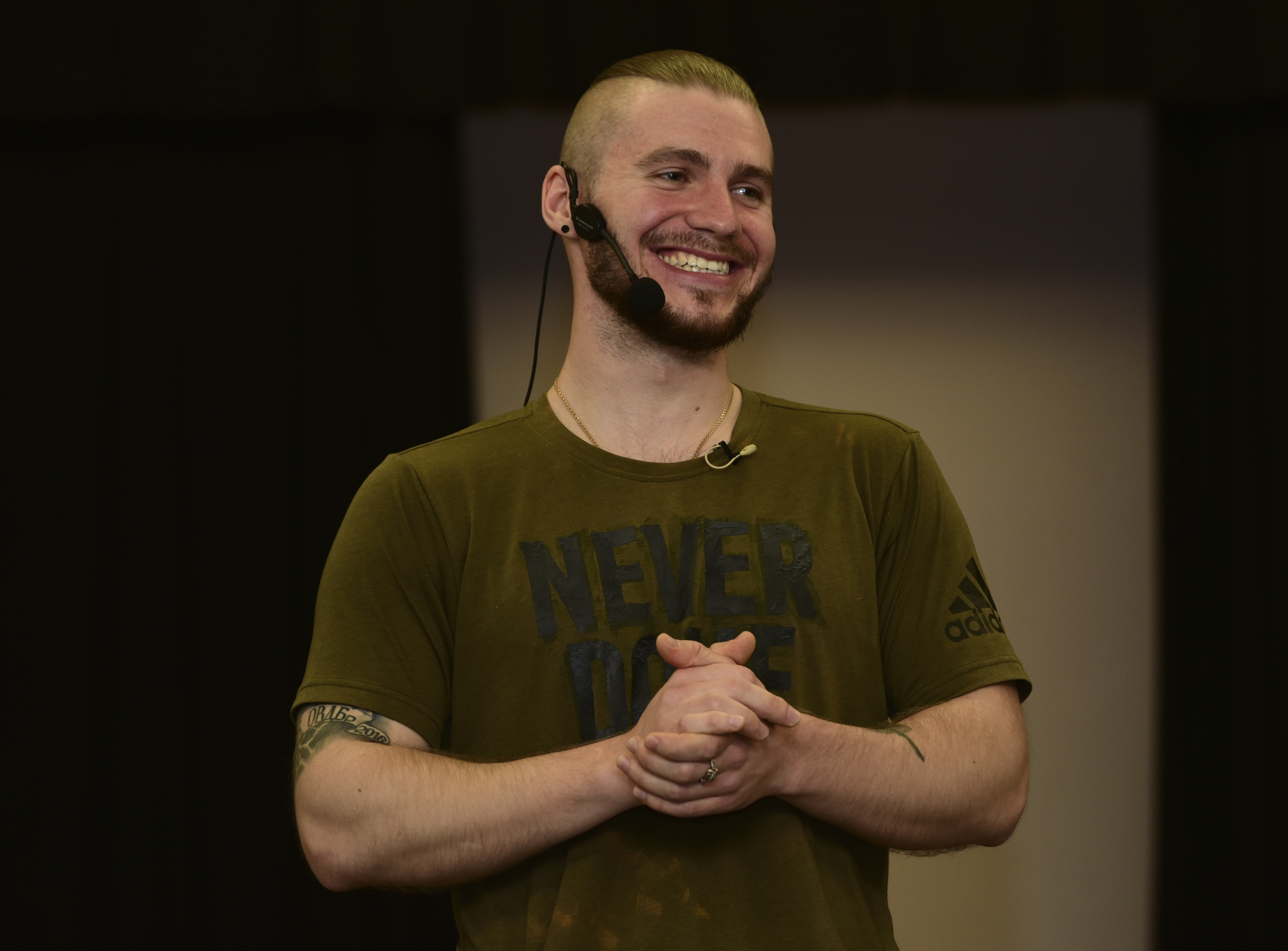
На презентации своей книги «Следы на дороге» в библиотеке Mimico Centennial Library в Торонто, Канада

В 2015 Валерий начал писать книгу. Раньше не было возможности полноценно заняться этим: было несколько попыток продолжить работу, но мешали проблемы со здоровьем, и только после пешего путешествия Валерий смог закончить книгу о Войне в Донбассе «Следы на дороге». Процесс написания был для автора тяжелым. В начале февраля 2018 рукопись была завершена и началась подготовка к печати.
После нескольких встреч с представителями различных издательств, в том числе с монополистами украинского книжного рынка, которые хотели напечатать его книгу, Валерий был категорически против сотрудничества с кем-либо. Он оформил себя, как издателя и заручившись поддержкой близких друзей, напечатал её. 13 августа 2018 книга поступила в продажу и сразу стала бестселлером. За первые три недели были раскуплен весь 5-тысячный тираж, что является огромным успехом для украинского книжного рынка. С сентября начался всеукраинский тур автора в поддержку своей книги.
Обозреватель сайта mrpl.city Иван Синепалов расположил роман на 10 месте в списке лучших книг, изданных на украинском языке в 2018 году. По его мнению, «С поправкой на эпоху, «Следы на дороге» вполне можно воспринять за запоздалое продолжение «Холодного Яра» - тот же художественно-документальный стиль и та же способность на нескольких страницах так привязать читателя к сослуживцам автора, что каждая смерть становится и твоей личной маленькой утратой.».

### Задержание
10 сентября 2018 Валерия задержали полицейские в Днепре, перед презентацией книги «Следы на дороге». По данным полиции, был задержан для проведения следственных действий по делу об избиении человека, которое произошло в январе 2016 года. 5 октября 2018 все обвинения с Валерия были сняты.

### Изменение фамилии
К декабрю 2020 был известен в публичном пространстве под псевдонимом Валерий Ананьев. В декабре сообщил, что официально сменил фамилию на Маркус.

### Вторжение России в Украину
После полномасштабного вторжения России в Украину, начавшегося 24 февраля 2022 года, Маркус вновь вернулся в ВСУ. Первые несколько месяцев воевал в составе разведывательного подразделения. В апреле появилась информация о том, что Маркус причастен к формированию нового 47 штурмового батальона, который впоследствии стал 47 отдельной механизированной бригадой «Маґура», где Валерий занял должность мастер-сержанта .
10 ноября 2022 был награждён медалью "За особенную службу ІІІ степени" .

## Гражданская позиция
В марте 2018 года встретил на одной из улиц итальянского города Верона российского журналиста и телеведущего Артёма Шейнина и после словесной перепалки назвал его пропагандистом войны, по вине которого с обеих сторон умирают люди, и несколько раз плюнул ему в лицо.
В июне 2018 года записал видеообращение в поддержку заключенного в России украинского режиссёра Олега Сенцова.
В своей заметке в соцсети отметил, что русскоязычным стал лишь в 10-м классе, а сейчас вернулся к родному языку.

## Награды и отличия
- Памятный знак «За воинскую доблесть» (2014)[2]

## Литературная библиография
- Валерий Ананьев (2018). Следы на дороге . Перевод с рус .: Дмитрий Гордиенко. Киев: ФОП Великжанин В. С. — 375 с. ISBN 978-966-194-302-4[24]

### Интервью
- В.Киртока, Десантник Валерий Ананьев: "за 68 дней я прошел по Франции и Испании 1811 километров. Встречал и немцев, и поляков, и американцев, и ни одного русского, хотя мне говорили, что их там видели " // Цензор.нет, 14 сентября 2017
- Валентина Эминова, Паломничество воина: Что украинский десантник нашел на краю земли // depo.ua, 27 сентября 2017
- Валентина Ємінова. Той самий Валера Ананьєв з ПДВ: про те, чому пішов з армії, найбільший страх у житті і дівчину своєї мрії. depo.ua (2 августа 2017). Дата обращения: 6 ноября 2017.
- Шрамович, В'ячеслав (18 октября 2018). "На війні класно, інакше б люди не воювали" - десантник-письменник Валерій Ананьєв (укр.). Дата обращения: 8 апреля 2019.